# Fuji Television
Fuji Television Network (en japonès, 株式会社フジテレビジョン) és una cadena de televisió comercial del Japó. Fundada el 1957 i emetent des de 1959, el seu nom comercial és Fuji TV (フジテレビ, Fuji Terebi) i la seua seu està localitzada en Odaiba (Tòquio).
El propietari de la cadena és el grup Fujisankei Communications Group.